# ナノテラス
ナノテラス (NanoTerasu) とは、宮城県仙台市青葉区の東北大学青葉山新キャンパス内にある放射光施設である。正式名称は3GeV高輝度放射光施設であり、東北放射光施設計画として計画が始まり、2024年4月1日に運用開始した。特定先端大型研究施設の共用の促進に関する法律（共用法)に云う特定放射光施設である。

## 概要
周長349 m、エミッタンス1.14 nmrad(ナノメートルラジアン)、加速エネルギー3 GeVの施設。
1ミリの1000分の1が1ミクロ、1ミクロの1000分の1が1ナノ。施設には放射光という光を使って物質の中の「性質」や「どう変わるか」をナノという小さい世界で詳しく見る装置がある。
開所日現在、放射光施設は世界ではアメリカのNSLS-Ⅱ、スペインのALBA、スウェーデンのMAX-Ⅳ、中国の上海光源など50か所あるといわれており、日本では10か所と言われている。
設備設置者は量子科学技術研究開発機構(QST)で、東北大学を始めとする東北7大学を中心にした組織である光科学イノベーションセンター(PhoSIC)との官民地域パートナーシップで整備され、高輝度光科学研究センターが共用法に云う登録施設利用促進機関として運営に参画する。
ナノテラスに近接するエリアには、4万平方メートル規模の「サイエンスパーク」の整備が進められている。サイエンスパーク内には、ナノテラスの利用を企業や大学に促進する「東北大学放射光イノベーション・スマート研究センター」、ナノテラスの研究データを解析するための「東北大学未踏スケールデータアナリティクスセンター」がある。また、企業向けの貸研究室を備えた「青葉山ユニバース」なども新設される。
2019年3月28日に着工し、2022年6月6日に愛称がナノテラス (NanoTerasu) に決定した。2023年3月には基本建屋が竣工し、4月には線形加速器が所期の性能を達成。5月共用法が改正され特定放射光施設に追加された。12月7日ファーストビーム達成。

## ビームライン
設置可能なビームライン（BL）の最大本数は28本で、運用初期にはBL検討委員会で選定された10本（PhoSIC7本、QST3本）が設置される。

| BL番号  | 名称                          | 利用エネルギー域（偏光）                                                       | 所属       | 備考         |
| ------- | ----------------------------- | ------------------------------------------------------------------------------ | ---------- | ------------ |
| BL-I    | X線オペランド分光             | 2 - 20 keV（水平直線）                                                         | パートナー |              |
| BL-II   | X線構造・電子状態トータル解析 | 2 - 20 keV（水平直線）                                                         | パートナー |              |
| BL-III  | X線階層的構造解析             | 4.4 - 30 keV（水平直線）                                                       | パートナー |              |
| BL-IV   | X線コヒーレントイメージング   | 3.1 - 20 keV（左右円） 2 - 20 keV（水平直線） 3.1 - 20 keV（垂直直線）         | パートナー |              |
| BL-V    | 軟X線磁気イメージング         | 0.18 - 1.2 keV（左右円） 0.13 - 2 keV（水平直線） 0.23 - 2 keV（垂直直線）     | パートナー |              |
| BL-VI   | 軟X線電子状態解析             | 0.05 - 1.0 keV（水平直線） 0.05 - 1.0 keV（垂直直線）                          | パートナー |              |
| BL-VII  | 軟X線オペランド分光           | 0.13 - 2 keV（水平直線） 0.23 - 2 keV（垂直直線）                              | パートナー |              |
| BL-VIII | 軟X線ナノ光電子分光           | 0.05 - 1.0 keV（左右円） 0.05 - 1.0 keV（水平直線） 0.05 - 1.0 keV（垂直直線） | 共用       |              |
| BL-IX   | 軟X線ナノ吸収分光             | 0.18 - 2 keV（左右円） 0.13 - 2 keV（水平直線） 0.18 - 2 keV（垂直直線）       | 共用       | 偏光高速切替 |
| BL-X    | 軟X線超高分解能共鳴非弾性散乱 | 0.25 - 1.0 keV（左右円） 0.25 - 1.0 keV（水平直線） 0.25 - 1.0 keV（垂直直線） | 共用       |              |

## コアリション
中小企業でも本施設を使いやすい仕組みとして設けられた制度。製品開発をしたい「企業」と、実験や解析をしたい「研究者」をマッチング。企業は研究者のサポートを受けながら実験を重ねる事が可能であり、研究者も企業が持つ沢山の疑問が研究材料となる。